# Ornon
Ornon – miejscowość i gmina we Francji, w regionie Owernia-Rodan-Alpy, w departamencie Isère.
Według danych na rok 1990 gminę zamieszkiwało 87 osób, a gęstość zaludnienia wynosiła 7 osób/km² (wśród 2880 gmin regionu Rodan-Alpy Ornon plasuje się na 1533. miejscu pod względem liczby ludności, natomiast pod względem powierzchni na miejscu 943.).